# Tigridia mariaetrinitatis
Tigridia mariaetrinitatis är en irisväxtart som beskrevs av Mario Adolfo Espejo Serna och López-ferr. Tigridia mariaetrinitatis ingår i släktet Tigridia och familjen irisväxter. Inga underarter finns listade i Catalogue of Life.